# Blohm & Voss Ha 137
O Blohm & Voss Ha 137 foi uma aeronave de ataque terrestre da Blohm & Voss. Foi a aeronave com a qual a empresa concorreu num concurso da Luftwaffe para a produção de um bombardeiro de mergulho. Embora o concurso fosse ganho pela Junkers, com o seu Ju 87, o Ha 137 demonstrou que apesar de a componente aeronáutica da Blohm & Voss ter apenas dois anos, que estava já totalmente capaz de criar designs capazes e refinados.